# ملعب كارز جينز
ملعب كارز جينز (بالهولندية: Cars Jeans Stadion) (تنطق بالهولندية: [ˌkɑrz ˈɟins ˌstaːdijɔn]) هو ملعب متعدد الاستخدامات في لاهاي، هولندا، والذي صممه جنما وزوارت المهندسين المعماريين. تم الانتهاء من الاستاد في عام 2007، ويستخدم في الغالب لكرة القدم والهوكي. وهو أيضا ملعب لفريق أدو دين هاغ. بسعة 15,000 شخص، حيث استبدل ملعب زودربارك السابق للفريق الذي كان أصغر بكثير.
على الرغم من كونها واحدة من أكبر ثلاث مدن في هولندا، إلا أن حضور الأندية كان تقليدياً أصغر من منافسيها أياكس أمستردام وفينورد وبي إس في أيندهوفن. كان المكان المناسب لكأس العالم للهوكي 2014.

## االافتتاح

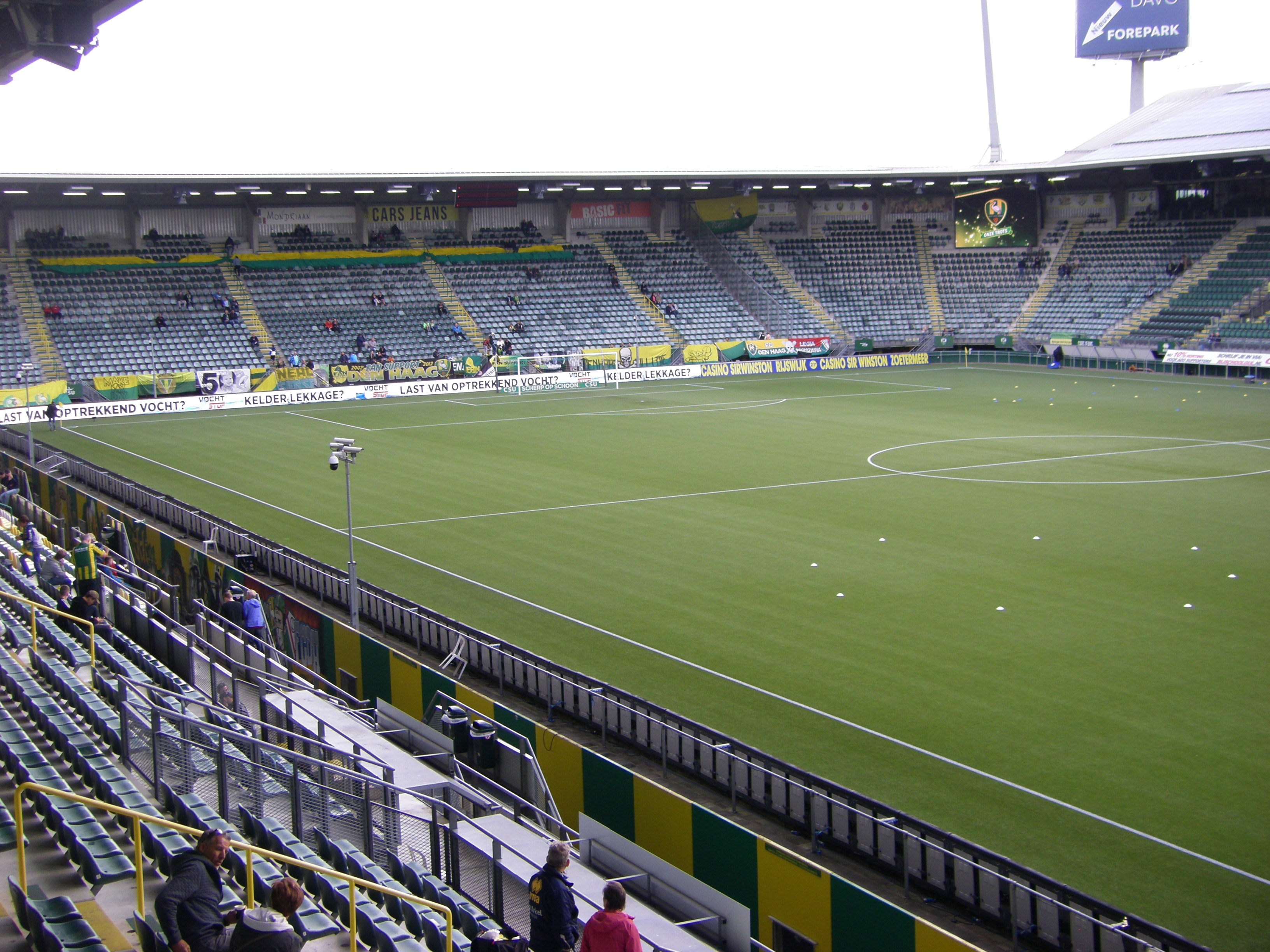
ملعب كارز جينز

افتتح في 28 يوليو 2007، ومنذ يونيو 2010، حيث أبرمت أدو دين هاغ اتفاقية حقوق تسمية مع شركة متعددة الجنسيات لتغيير اسم الملعب إلى Kyocera Stadion ( تنطق بالهولندية: [ˌkijoːˈseːraː ˌstaːdijɔn] ).
قال ويم ديتمان ، عمدة لاهاي آنذاك ، إن هذا الملعب هو أكثر الملاعب أمانًا في أوروبا. يحتوي الاستاد على كاميرات أمنية مثبتة تسجل عدة صور لكل فرد من الجمهور وما يسمى بنظام Happy Crowd Control سوف يلتقط صورًا للمشاهدين عند دخولهم الملعب.

## روابط خارجية
- ADO stadium entry
- ADO Den Haag fansite Club Achter de Duinen
- ADO Den Haag fansite ADOfans.nl
- ADO stadium, The Hague | ZJA – constructors website.